# تريفور زهرة
تريفور زهرة (بالإنجليزية: Trevor Żahra)‏ كاتب مالطي ولد ببلدة الزيتون عام 1947. ما بين الروايات والقصائد والمصنفات والقصص القصيرة، له أزيد من 130 مؤلف باللغة المالطية. نشر أول كتاب للأطفال عام 1971.